# 대한민국 형법 제224조
대한민국 형법 제224조는 예비, 음모에 대한 형법각칙의 조문이다. 외국인이 한국 밖에서 이 범죄를 저지르더라도 예외적으로 처벌하고 있다

## 조문
제224조(예비, 음모) 제214조, 제215조와 제218조제1항의 죄를 범할 목적으로 예비 또는 음모한 자는 2년 이하의 징역에 처한다.

## 판례
1. ↑  대한민국 형법 제5조(외국인의 국외범)